# Imperio de Tesalónica
Imperio de Tesalónica, es un término historiográfico utilizado por algunos académicos modernos para referirse al efímero estado griego bizantino centrado en la ciudad de Tesalónica entre 1224 y 1246 y gobernado por la dinastía Comneno Ducas de Epiro. En el momento de su creación, el Imperio de Tesalónica bajo el capaz Teodoro Comneno Ducas rivalizaba con el Imperio de Nicea y el Segundo Imperio búlgaro como el estado más fuerte en la región, y aspiraba a la captura de Constantinopla, poniendo fin al Imperio latino, y restaurar el Imperio bizantino que se había extinguido en 1204.
El ascenso de Tesalónica fue breve, ya que finalizó con la desastrosa batalla de Klokotnitsa contra Bulgaria en 1230, donde Teodoro Comneno Ducas fue capturado. Reducido a un vasallo de Bulgaria, su hermano y sucesor Manuel Comneno Ducas fue incapaz de evitar la pérdida de la mayor parte de las conquistas de su hermano en Macedonia y Tracia, mientras que el núcleo original del estado, Epiro, fue separado bajo Miguel II Comneno Ducas. Teodoro recuperó Tesalónica en 1237, instalando a su hijo Juan Comneno Ducas, y después a su otro hijo, Demetrio Ángelo Ducas, como gobernantes de la ciudad, mientras que Manuel, con el apoyo de Nicea, se apoderó de Tesalia. Los gobernantes de Tesalónica llevaron el título imperial desde 1225/7 hasta 1242, cuando se vieron obligados a renunciar a ello y reconocer la soberanía del Imperio de Nicea. Los Comneno Ducas continuaron gobernando como déspotas de Tesalónica durante cuatro años más después de eso, pero en 1246 la ciudad fue anexada por Nicea.

## Antecedentes

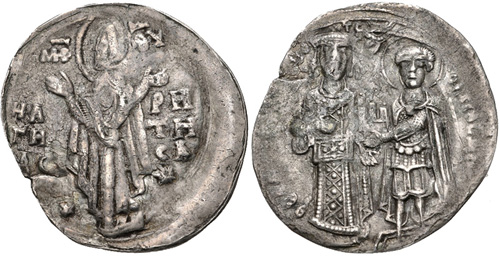
Traqui de vellón de Teodoro Comneno Ducas como emperador de Tesalónica.

Después de que la cuarta cruzada capturara Constantinopla en abril de 1204, el Imperio bizantino se disolvió y se dividió entre los jefes cruzados y la República de Venecia. El Imperio latino se estableció en la misma Constantinopla, mientras que la mayor parte del norte y este de Grecia continental pasó al Reino de Tesalónica bajo Bonifacio de Montferrato. Al mismo tiempo, surgieron dos importantes estados nativos bizantinos griegos para desafiar a los latinos y reclamar la herencia bizantina, el llamado Imperio de Nicea bajo Teodoro I Láscaris en Asia Menor y el llamado Despotado de Epiro en el oeste de Grecia bajo Miguel I Comneno Ducas, mientras que un tercer estado, el llamado Imperio de Trebisonda, estableció una existencia separada en las remotas costas del Ponto. Miguel I Comneno Ducas pronto extendió su estado a Tesalia, y su sucesor Teodoro Comneno Ducas capturó Tesalónica en 1224.

## Ascenso y declive
La captura de Tesalónica, considerada tradicionalmente como la segunda ciudad del Imperio bizantino después de Constantinopla, permitió a Teodoro desafiar los reclamos de Nicea sobre el título imperial bizantino. Con el apoyo de los obispos de sus dominios, fue coronado emperador en Tesalónica por el arzobispo de Ocrida, Demetrio Comateno. Se desconoce la fecha, pero se ha colocado en 1225 o en 1227/1228. Habiendo declarado abiertamente sus ambiciones imperiales, Teodoro volvió su mirada hacia Constantinopla. Solo el emperador de Nicea Juan III Ducas Vatatzés y el zar de Bulgaria Iván Asen II fueron lo suficientemente fuertes para desafiarlo. En un intento por adelantarse a Teodoro, los nicenos arrebataron Adrianópolis a los latinos en 1225, pero Teodoro marchó rápidamente a Tracia y obligó a los nicenos a dejarle sus posesiones europeas. Teodoro era libre de asaltar Constantinopla, pero por razones desconocidas retrasó este ataque. Mientras tanto, nicenos y latinos habían resuelto sus diferencias y, aunque formalmente aliado con Teodoro, Iván Asen II también entró en conversaciones para una alianza dinástica entre el Imperio latino y Bulgaria. En 1230, Teodoro finalmente marchó contra Constantinopla, pero inesperadamente dirigió su ejército al norte de Bulgaria. En la batalla de Klokotnitsa que siguió, el ejército de Teodoro fue destruido y él mismo hecho cautivo y luego cegado.

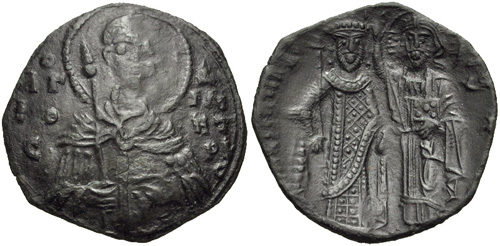
Traqui de Manuel Comneno Ducas.

Esta derrota disminuyó abruptamente el poder de Tesalónica. Un estado construido sobre la base de una rápida expansión militar y confiando en la capacidad de su gobernante, su administración no pudo hacer frente a la derrota. Sus territorios en Tracia, así como la mayor parte de Macedonia y Albania, cayeron rápidamente en manos de los búlgaros, que emergieron como la potencia balcánica más poderosa. Teodoro fue sucedido por su hermano Manuel Comneno Ducas. Todavía controlaba los alrededores de Tesalónica, así como las tierras de la dinastía en Tesalia y Epiro, pero se vio obligado a reconocerse vasallo de Asen. Con el fin de preservar cierta libertad de maniobra, Manuel incluso recurrió a los antiguos rivales de su hermano en Nicea, ofreciendo reconocer la superioridad de Vatatzés y el patriarca de Constantinopla, que residía en Nicea. Manuel tampoco pudo evitar que Miguel II Comneno Ducas, el hijo bastardo de su medio hermano bastardo mayor, Miguel I, regresara del exilio después de Klokotnitsa y tomara el control de Epiro, donde aparentemente disfrutó de un apoyo considerable. Al final, Manuel se vio obligado a aceptar los hechos consumados y reconoció a Miguel II como gobernante de Epiro bajo su propia soberanía. En señal de ello, confirió a Miguel el título de déspota. Desde el principio, la soberanía de Manuel fue bastante teórica, y en 1236-1237 Miguel actuaba como un gobernante independiente, se apoderó de Corfú y emitió cartas y concluyó tratados en su propio nombre.
El gobierno de Manuel duró hasta 1237, cuando Teodoro lo depuso en un golpe de Estado. Este último había sido liberado del cautiverio y regresó en secreto a Tesalónica después de que Iván Asen II se enamorara y se casara con su hija Irene. Habiendo sido cegado, Teodoro no pudo reclamar el trono para sí mismo y coronó a su hijo Juan Comneno Ducas, pero siguió siendo el poder real detrás del trono y el regente virtual. Manuel pronto escapó y huyó a Nicea, donde prometió lealtad a Vatatzés. Así, en 1239, a Manuel se le permitió navegar a Tesalia, donde comenzó a reunir un ejército para marchar sobre Tesalónica. Después de capturar a Larisa, Teodoro le ofreció un acuerdo, por el cual él y su hijo se quedarían con Tesalónica, Manuel se quedaría con Tesalia, mientras que otro hermano, Constantino Comneno Ducas, gobernaría Etolia y Acarnania, que había tenido como feudos desde la década de 1220. Manuel estuvo de acuerdo y gobernó Tesalia hasta su muerte en 1241, momento en el que Miguel II de Epiro la ocupó rápidamente.

## Sumisión a Nicea

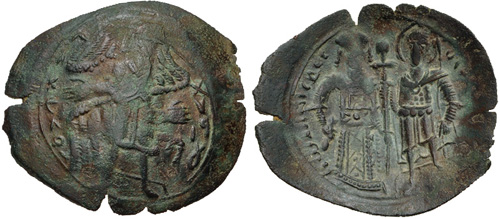
Traqui de Juan Comneno Ducas.

En 1241, con la seguridad de un salvoconducto, Teodoro fue a Nicea, pero allí Vatatzés lo mantuvo prisionero, y al año siguiente se embarcó con su ejército para Europa y marchó sobre Tesalónica. Vatatzés tuvo que interrumpir la campaña y regresar a Nicea cuando recibió noticias de una invasión mongola en Asia Menor, pero logró intimidar a Juan para que se sometiera: a cambio de renunciar a su título imperial y reconocer la autoridad de Nicea, a Juan se le permitió permanecer como gobernante de Tesalónica con el título de déspota.
En 1244, Juan murió y fue sucedido por su hermano menor Demetrio Ángelo Ducas. Demetrio fue un gobernante frívolo que rápidamente se hizo impopular entre sus súbditos. En 1246, Vatatzés cruzó una vez más a Europa. En una campaña de tres meses, arrebató gran parte de Tracia y la mayor parte de Macedonia a Bulgaria, que ahora se convirtió en su vasallo, mientras que Miguel II de Epiro también expandió su territorio hacia el oeste de Macedonia. Después de este notable éxito, Vatatzés se volvió contra Tesalónica, donde los principales ciudadanos ya estaban conspirando para derrocar a Demetrio y entregarle la ciudad. Cuando Vatatzés apareció ante la ciudad, Demetrio se negó a salir y rendir homenaje a su soberano, pero los partidarios de Nicea dentro de la ciudad abrieron una puerta y dejaron entrar al ejército de Nicea. Tesalónica se incorporó al estado de Nicea, con Andrónico Paleólogo como su gobernador mientras que Demetrio fue enviado a un cómodo exilio en las propiedades que le fueron concedidas en Asia Menor. Por el contrario, su padre fue exiliado a Vodena.

## Consecuencias
A pesar del fin del estado de Tesalónica, Miguel II de Epiro ahora tomó el manto de los reclamos de su familia. Miguel trató de capturar Tesalónica y restablecer un estado griego occidental fuerte capaz de desafiar a Nicea por la supremacía y la herencia imperial bizantina. Un primer asalto en 1251-1253, alentado por el viejo Teodoro Comnenos Ducas, fracasó y Miguel se vio obligado a llegar a un acuerdo. Esto no disuadió mucho a Miguel, quien después de 1257 buscó alianzas con otras potencias contra la creciente amenaza de Nicea, incluido el Principado de Acaya y Manfredo de Sicilia. Sin embargo, las ambiciones de Miguel se hicieron añicos en la batalla de Pelagonia en 1259. A raíz de Pelagonia, incluso Epiro y Tesalia fueron ocupadas por un corto tiempo por los nicenos. Más importante todavía, la victoria abrió el camino para la reconquista de Constantinopla el 15 de agosto de 1261 y la restauración del Imperio bizantino bajo la dinastía Paleólogo.

## Gobernantes
Lista de los gobernantes Comneno Ducas de Tesalónica:
- Teodoro Comneno Ducas (1224-1230, coronado emperador 1225/1227)
- Manuel Comneno Ducas (1230-1237, coronado emperador 1235/1237)
- Juan Comneno Ducas (1237-1242 como emperador; 1242-1244 como déspota)
- Demetrio Ángelo Ducas (1244-1246 como déspota)